# Bábisme

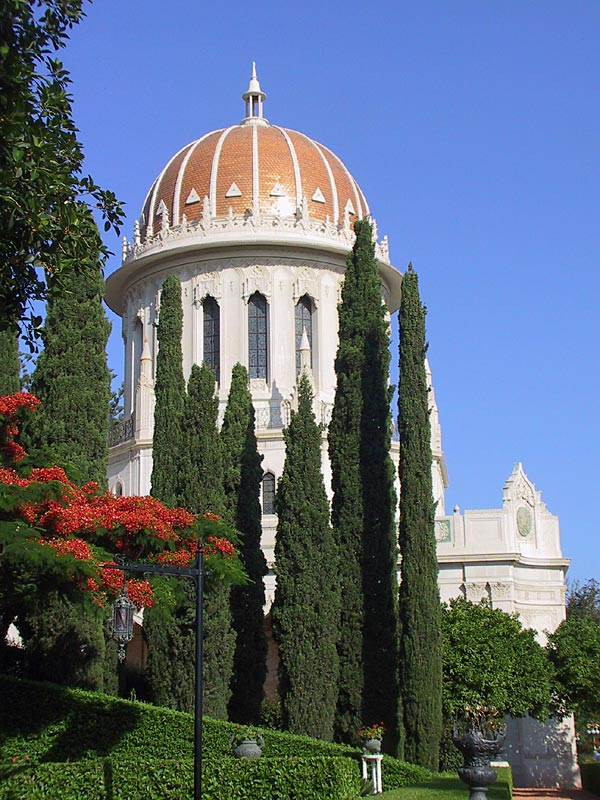
Graftombe van de Báb, Haifa, Israël

Het bábisme is een monotheïstische religie in 1844 gesticht door Siyyid Mirza 'Ali Mohammed (1817-1850) uit Shiraz, die de titel Báb (Poort) aannam. De beweging vindt zijn oorsprong in het twaalver sjiisme en de Shaykhísme. Zie verder onder Siyyid Mirza 'Ali Mohammed.